# Nobuyuki Hosaka
Nobuyuki Hosaka (født 23. juli 1970) er en tidligere japansk fodboldspiller.
Han har spillet for flere forskellige klubber i sin karriere, herunder Verdy Kawasaki og Urawa Reds.